# Terra baixa
|  | Aquest article tracta sobre el drama escrit per Guimerà. Si cerqueu la zona altitudinal de vegetació, vegeu «estatge basal». |

Terra baixa és una obra teatral del dramaturg i poeta Àngel Guimerà, una de les més populars de totes les que escrigué i una de les més representades i traduïdes de la llengua catalana. Traduïda a catorze idiomes diferents: castellà, anglès, italià, alemany, rus, suec, txec, hebreu, portuguès, sicilià, serbi, neerlandès, jiddisch i esperanto, ha esdevingut tot un clàssic del repertori teatral català.
Quan escrigué aquesta obra, l'escriptor passava per una etapa de plantejament social de la seva creació literària, a més de les intrigues i passions amoroses que ja havia plantejat en una obra anterior seva, Maria Rosa, més corresponent al teatre romàntic. Guimerà segueix la línia general dels moviments literaris del moment històric en què viu.

## L'estrena

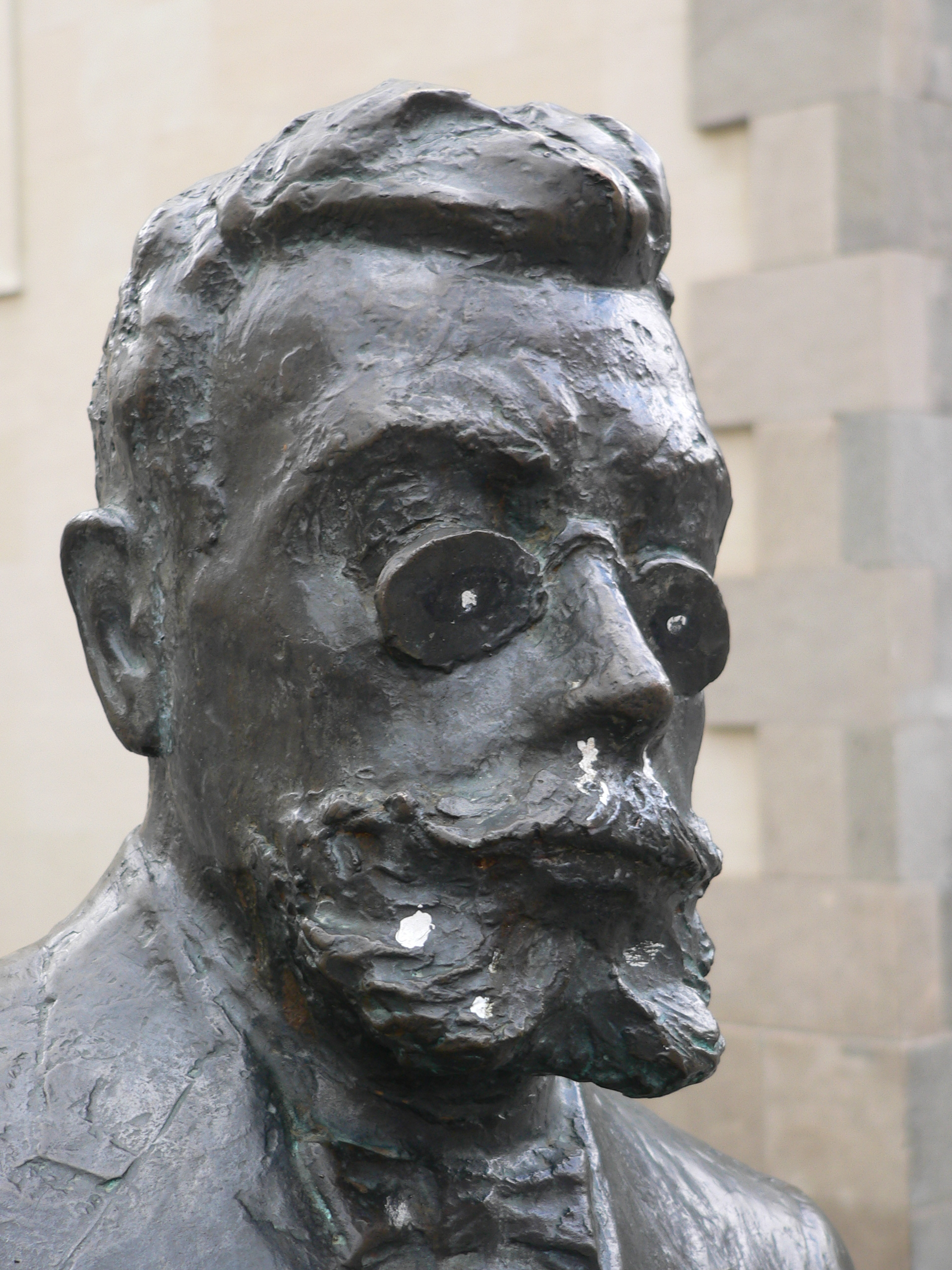
Bust d'Àngel Guimerà, autor de Terra Baixa, a Santa Cruz de Tenerife

Terra baixa correspon a l'època de plenitud creativa d'Àngel Guimerà. En ella, després d'uns anys d'escriure obres de caràcter historicoromàntic i d'acord amb els principis bàsics de la Renaixença, dona entrada a plantejaments i solucions de caràcter realista i social. L'obra fou estrenada en versió castellana a Madrid el 27 o 30 de novembre de 1896 al Teatro Español per la companyia Guerrero-Mendoza a partir de la traducció de José de Echegaray, a causa de la desconfiança de Guimerà en les versions en castellà de la seva pròpia obra. El 13 i el 20 de novembre del 1896 foren dues dates que hauria pogut estrenar-se l'obra Tierra Baja, però s'ajornà per diferents raons: en la primera data, per una indisposició de la veu d'un actor, i en la segona, per la renúncia d'aquest mateix actor de representar el paper quan va deixar la companyia. Tierra Baja fou un èxit de públic a la capital estatal, encara que la crítica madrilenya la rebé amb reticència. Tot i que en valoraren la capacitat de connectar amb el públic, consideraven que els trets romàntics resultaven excessivament lírics. Cal tenir present, per entendre aquestes afirmacions, que el realisme i el naturalisme ja s'havien imposat a la literatura espanyola, i que si es criticava era perquè es veia com una rèmora del passat. El dia de l'estrena de l'obra, Guimerà experimentà un neguit que demostra el valor que donava a la crítica de l'obra.
| «               | L'èxit o el fracàs del drama que es representa no li importa gens ni gota a la humanitat, però per l'autor en aquells moments la humanitat està allí, en aquelles taules […] | » |
| — Àngel Guimerà | |   |

L'estrena de l'obra en català es feu esperar fins al 7 de febrer del 1897, al Teatre Principal de Tortosa, a càrrec de la companyia de Teodor Bonaplata. El mes anterior a aquesta estrena, s'edità el text original de l'obra. El 10 de maig d'aquell mateix any també es representà a Barcelona, al teatre Romea. La crítica catalana fou més favorable, i apuntà que era un gran encert per a l'obra el personatge del pastor Manelic, interpretat per l'actor badaloní Enric Borràs. Tot i això, també es criticaren alguns aspectes com la figura d'en Sebastià (el gran terratinent), o l'estructura. El 20 i 21 de febrer arribà l'obra en llengua castellana a l'illa de Mallorca, al Teatre Principal de Palma, on aconseguí, aquí també, un èxit clamorós. Un any després de la primera representació a Catalunya es va estrenar l'obra a Alacant en castellà, on es va reafirmar l'èxit de públic.

## Contextualització

### Polític
A final del segle xix, Espanya visqué la restauració borbònica, que començà en acabar-se la Primera República Espanyola, l'any 1874, i acabà amb el pronunciament del general Martínez-Campos. Aquest període es caracteritzà per una certa estabilitat institucional que impulsà un model liberal de l'Estat. La revolució industrial veié el naixement de la classe obrera, que creà tot un seguit de moviments polítics i socials coneguts amb el nom de moviment obrer.
L'anarquisme s'havia apoderat dels moviments de revolta social de l'època, i a Catalunya nasqué, a més, el catalanisme polític, fruit del rebuig a les polítiques centralistes uniformadores que estava implementant el nou estat liberal espanyol. El catalanisme creixent fou un moviment que avançà tant en l'àmbit polític, amb el naixement de partits polítics com la Lliga Regionalista, com en l'àmbit lingüístic i literari, amb l'augment de l'ús del català en les obres literàries.
Europa visqué una època on els moviments nacionalistes prengueren força i aconseguiren modificar l'organització territorial existent amb la creació de nous estats com ara Itàlia i Alemanya. Aquests moviments defensaven el dret dels pobles a decidir el seu propi govern, i propiciaren la davallada de grans imperis.

### Teatral
El teatre romàntic del segle xix conreà un nou concepte que trencava amb les tres unitats dramàtiques (unitat de temps, d'acció i d'espai) preestablertes fins aleshores. Permeté que l'espai de temps fos indefinit, que hi hagués un canvi d'espais escènics i que diverses accions dramàtiques coexistissin en una mateixa escena. Aquests nous mètodes s'acostaven als recursos utilitzats en la novel·la, fent un teatre més narratiu. També es començà a permetre l'aparició de morts en l'espai escènic i la intervenció de diverses classes socials alhora a l'escenari.
El teatre realista portà més enllà aquest trencament amb el teatre clàssic, i utilitzà una temàtica més propera a la societat amb temes com, per exemple, els problemes domèstics de les classes emergents burgeses (adulteri, problemes econòmics, etc.). Tot i aquest apropament, continuaven vedats alguns aspectes de la realitat social.
A final del segle xix, a Catalunya començà a difondre's amb grans dificultats el naturalisme. Els autors naturalistes conrearen temes de la realitat quotidiana que el teatre realista havia vetat, com, per exemple, incorporar dins l'obra les classes més desfavorides de la societat. La classe obrera fou la classe social que s'adaptava millor a la concepció naturalista, que apostava per la dissecció objectiva de la realitat social, seguint una concepció cientifista i determinista, permetent la descripció de conflictes molt passionals que envoltaven aquesta classe social.

## Argument
El tema principal de l'obra és l'amor, però les influències realistes instiguen Guimerà a incloure altres temes com l'opressió que pot arribar a exercir un home sobre un grup de persones que es troben sota les seves ordres, sent treballadors seus, dins d'una societat conservadora. D'aquesta manera, l'autor fa una aproximació a la realitat contemporània i als processos de canvi que patia la societat catalana, tot expressant la lluita entre dos mons irreconciliables. A partir d'aquest tema es desenvolupen, al llarg de l'obra, les reaccions dels personatges envers aquesta dominació del caciquisme rural, i s'exalta la naturalesa davant la societat envilida pel progrés. Es divideix en tres actes, on cadascun equival a una part de la narració clàssica: presentació del conflicte, nus i desenllaç.
En el primer acte hi ha la presentació dels personatges, i s'intueix que en Sebastià i la Marta mantenen una relació amorosa en secret. En Sebastià, tot i tenir propietats, té molts deutes, i per això decideix casar-se amb una pubilla de bona família. Tanmateix, ningú no es vol casar amb ell, perquè tothom s'imagina que la Marta és la seva amant. Per evitar que la gent pensi que festegen, decideix casar la Marta amb un pastor que coneixia en Tomàs, anomenat Manelic. En Tomàs, que no sap res de tota aquesta trama, parla amb en Manelic, que s'enamora de la Marta amb un amor pur, sense haver-la vista. En Manelic baixa de la terra alta per casar-se amb la Marta, tanmateix, ella no vol casar-s'hi perquè no l'estima. Aquest matrimoni per conveniència s'acaba duent a terme perquè en Sebastià li ordena que es casi, tot i fer-li fàstic en Manelic. Quan ja són casats i tots dos són a casa, en Manelic s'adona que la Marta no l'estima.
En el segon acte, en Manelic es troba desubicat a la Terra baixa perquè tots els pagesos del poble es riuen d'ell per ser un ignorant que no s'adona del muntatge creat per encobrir aquest romanç. La Nuri és l'única persona que es fa amb en Manelic, i aquesta relació d'amistat fa que la Marta vegi amb uns altres ulls en Manelic. A mesura que transcorre l'acte, en Manelic s'adona del muntatge del seu casament i, tot enfadat, decideix tornar a la terra alta. Després que la Marta expliqui a en Tomàs el seu passat i com va conèixer en Sebastià, veu que en Manelic vol deixar la terra baixa i decideix anar-se'n amb ell perquè s'adona que l'estima. Tots dos volen fugir d'aquella terra que, segons en Manelic, és plena de boira i falsedat. En Sebastià i el mossèn s'assabenten de les seves intencions, i decideixen interceptar-los, desterrant en Manelic de la terra baixa, i enviant el Perruca a denunciar-lo a la Guàrdia civil. També tanca la Marta al molí sota la vigilància dels pagesos Perdigons.

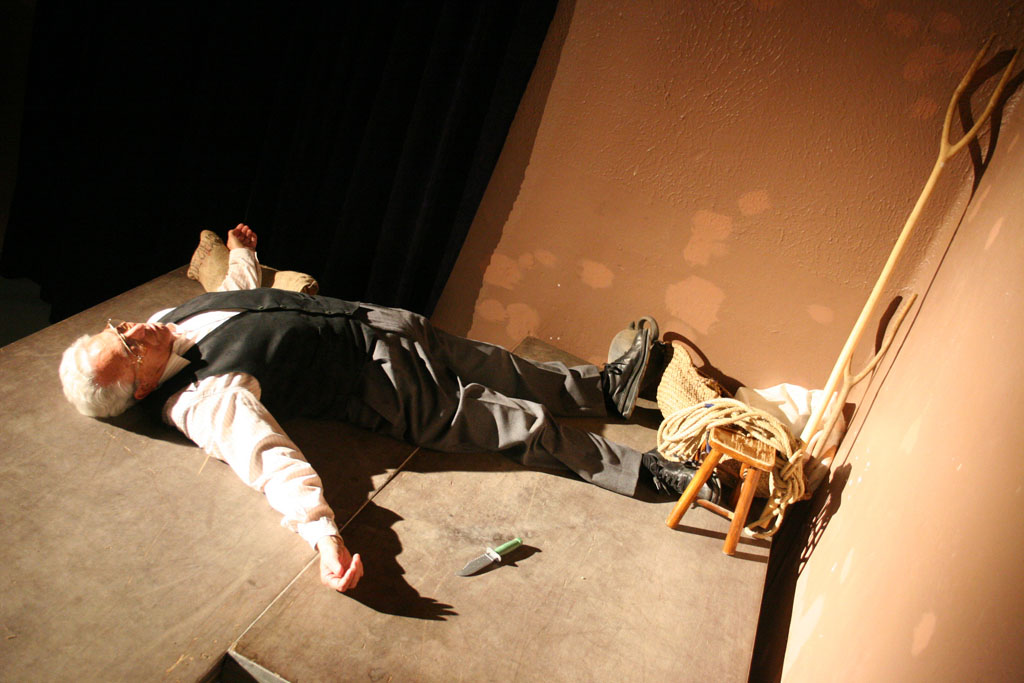
Assassinat del Sebastià en mans d'en Manelic

El desenllaç de l'obra arriba amb el tercer acte. En Sebastià vol que vigilin en Manelic perquè l'havia amenaçat de mort. Els Perdigons s'adonen que no han fet bé d'obeir el seu amo, però quan torna a aparèixer en Sebastià, que reclama veure la Marta, ningú no li planta cara. En aquell moment, arriba el mossèn i fa marxar en Sebastià cap a casa perquè allí l'espera el pare de la seva promesa. Quan en Sebastià ha marxat, apareix la Nuri, que reclama parlar amb la Marta i fa fora tots els pagesos que hi ha al molí. La Nuri li diu que esperi el seu senyal, que ella l'ajudarà a escapar a la terra alta amb en Manelic. Finalment, la Marta sent la rialla, que és el senyal que esperava, i decideix fugir, però és interceptada per en Sebastià, que la renya. Seguidament, apareix en Manelic al molí i s'enfronta amb en Sebastià en una baralla a mort que guanya en Manelic. És en aquell punt que en Manelic diu: «He mort el llop». Per acabar, els pagesos veuen el cadàver d'en Sebastià a terra, i la Marta i en Manelic fugen a la tranquil·la i pura terra alta.

### Idea original de l'obra
L'obra, que fou publicada per Àngel Guimerà, es desvia parcialment de la idea original de l'autor, ja que en la idea original Guimerà tenia la intenció d'ofegar la Marta en lloc de fer que en Manelic se n'anés a viure amb ella en pau a la terra alta, com en la versió publicada. Segons una carta escrita pel mateix autor a l'actriu María Guerrero on li explica breument l'argument de l'obra:
| «                                      | Es podria dir Terra baixa: Tierra baja... M'explicaré. En el primer acte Manelic (diminutiu de Manel), que és un noi innocent, tot candor i inexperiència, deixa el seu ramat a les cimes del Pirineu d'on mai no ha sortit, i ve a casar-se a la plana, a la Terra baixa, on només troba falsedat, malícia... La dona resulta que ha estat durant molts anys i segueix sent l'estimada de l'amo de la granja. En Manelic, al final del drama, ofega la seva dona, dispara un tret al Sebastià, l'estimat, i fuig a les seves muntanyes amb Déu i la Llibertat. | » |
| — Àngel Guimerà, 17 de febrer del 1895 | |   |

## Espai escènic
El transcurs de l'obra Terra baixa se situa en una plana extensa que rep el nom de Terra baixa i alberga un petit poble disseminat, propietat d'un home, el Sebastià. L'espai escènic principal de l'obra de Guimerà se centra bàsicament en el molí que hi ha al poble, excepte el casament, que transcorre a l'ermita. El molí pren la forma segons l'ús que en fan en els diversos moments de l'obra. En un principi, és el lloc on el pare adoptiu de la Marta i ella treballaven. Amb la mort del pare adoptiu, el molí es transforma en lloc de trobada nocturna entre en Sebastià i la Marta. A partir del casament de la Marta amb en Manelic, esdevé la casa de la parella fins al final de l'obra, i durant el transcurs de tota l'obra serà el lloc de reunió dels pagesos del poble, on s'expliquen idees, experiències, i anècdotes, transformant-se així en una improvisada taverna.

## Simbologia de l'obra

### Terra alta/Terra baixa
El llibre està marcat per una simbologia constant entre la terra alta i la terra baixa, en la qual es contraposa durant tota l'acció dramàtica de l'obra el conflicte entre aquests dos mons. Aquests dos termes prenen, a més del significat geogràfic denotatiu, un significat valoratiu contraposat. Aquests dos mons són presentats com dos espais antagònics, presentant la terra alta com el món idíl·lic que es caracteritza per la puresa i la bondat, i la Terra baixa, com el reflex d'una societat pagesa degradada per l'explotació i el materialisme, que caracteritza els seus personatges com a malvats i mesquins. La relació d'exclusió entre els dos espais es veu reflectida més enllà de la simple comparació física dels espais, arribant a estrats com, per exemple, la forma d'actuar o el llenguatge dels personatges dels seus respectius espais.
La terra alta representa el Pirineu, descrit com un lloc sense pecat i on la corrupció de la mà de l'home no ha arribat, ja que és un lloc verge, un lloc bo per naturalesa on viu en Manelic i, per aquesta raó, ell tindrà les característiques que també pertanyen a la terra alta. És l'espai utòpic, solitari, irreal i idoni que permet el compliment dels desitjos més pregons. L'altre espai antagònic, la Terra baixa, és l'espai on transcorre la major part de l'obra, i el representa com el lloc on es concentra el mal del món, en el qual la corrupció, el pecat i la malícia de l'home conviuen en un mateix espai, però és especialment marcat en els seus habitants. El lloc que representa la Terra baixa és la vila o la ciutat on succeeix tota la trama dramàtica de l'obra.
El duro i la sang són la representació dels dos sistemes antagònics que regeixen aquell món, només equilibrats per la llei de la propietat. El primer és el símbol de la llei de l'home propi de la terra baixa, i l'altre, la llei de la terra alta. Per aquesta raó, en el moment en què la Marta s'adona de l'amor amb en Manelic, ha de sagnar per una ferida que es fa en una escena amb en Manelic que inclou una certa violència. Amb la sang de la ferida trenca el lligam amb en Sebastià i el món de la terra baixa; és un acte de purificació que esborra el pecat i la culpa que l'atrapava.

### Altres símbols menors
L'aigua és un element present tant en l'anunci de l'arribada de la Marta com en la primera vegada que en Manelic veu la seva futura esposa. Finalment, quan la Marta i en Manelic es corresponen en el seu amor, hi apareix altre cop l'aigua; la Marta representa l'«aigua amarganta» de la mar (el lloc d'origen d'on prové) que s'ajunta amb la neu pura de les muntanyes representada per en Manelic. És l'aigua que calma la set, però que deixa un regust amarg que rep l'aigua purificadora del Manelic que ve a redimir-la.
| «                            | MANELIC: […] I t'he estimat encara més al venir-te a trobar-te, pobre de mi, davallant a salts, com l'aigua els cims a ajuntar-se amb l'aigua de la mar, que diuen que és amarganta! Que ho siga, d'amarganta; que ho siga; ella atrau com tu m'atraus a mi; perquè et desitjo i t'estimo, Marta! | » |
| — Àngel Guimerà, Terra baixa | |   |

Les paraules «fera», «llop» i «bèstia» són elements simbòlics que prenen diferents connotacions. Al llarg de l'obra, el terme «fera» és utilitzat com un element amb una connotació positiva marcada i, antagònicament, s'utilitza el terme «llop» amb connotacions negatives. Finalment, el terme «bèstia», quan és aplicat a la descripció d'una persona, pren un valor de menyspreu.
Un altre símbol que es pot trobar a l'obra és el del «ramat». Aquest ramat representa el poble, els Perdigons i el Perruca, que sempre segueixen les instruccions de l'amo Sebastià com si fossin un ramat que segueix el pagès. Mai no s'oposen al seu amo, encara que a vegades no comparteixin les seves decisions.

## L'ús de la llengua
Possiblement, un dels trets que donaren l'èxit a l'obra de Guimerà fou l'ús de la llengua dels personatges, que es demostra en les crítiques de l'obra per alguns autors. Els personatges no utilitzaven un llenguatge refinat, ja que no s'adequaria a l'espai escenogràfic de l'obra (la Terra baixa), sinó que utilitzaven un llenguatge amb la inclusió de termes col·loquials, castellanismes, formes verbals com vui o donguis, en lloc de les construccions normatives i expressions populars o d'altres recursos lingüístics típicament de l'àmbit popular i més propers al moviment del «català que ara es parla».
Les obres costumistes d'Emili Vilanova permeteren a Àngel Guimerà incorporar el sentit col·loquial a l'obra i, a través de la documentació i de l'aprenentatge oral, adquirí prou lèxic adequat al món que pretenia crear. Tot i aquest registre més aviat col·loquial, el sabé combinar amb la creació poètica del llenguatge sense posar un èmfasi especial en la retòrica, sinó prioritzant una escenografia creïble.
Sense cap mena de dubte, Manelic és el personatge amb un parlar més característic i diferent de la resta, perquè s'expressa en un dialecte que podria ser confós amb el d'un muntanyenc del Pirineu, però que, tanmateix, no es pot associar a cap dialecte conegut del Pirineu, sinó que fou una creació del mateix Guimerà. Per exemple, Manelic utilitza els termes «Sant Sunyé» o «Sinyor» en lloc de «somier» i «senyor», respectivament. Són trets que existeixen en diferents variants del català, i que Guimerà utilitzà per a crear la forma de parlar d'en Manelic.

## Personatges
Al llarg de l'obra de Terra baixa apareixen un total de dotze personatges. Els tres principals formen el típic triangle amorós: en Manelic (com a personatge principal), en Sebastià (com a personatge antagònic del Manelic) i la Marta (la dona per la qual tots dos lluitaran).

### Marta
La Marta ha viscut tota la seva infància a Barcelona en un estat de pobresa màxima, fins que als catorze anys la seva mare mor i la recull un captaire que pren la figura de pare. Amb la seva companyia, arriba a les grans terres d'en Sebastià, del qual accepten l'oferta de viure i treballar en el molí. En aquell moment comença a tenir una relació amb en Sebastià, que li permet tenir un recer i una certa estabilitat. La Marta rep maltractament psicològic d'en Sebastià; d'una banda, sent una gratitud per l'amo per haver-la acollit, i de l'altre, veu que aquesta relació sentimental no és correcta. Abans del començament de l'obra, el captaire que l'havia acollit mor.
Durant el transcurs de l'obra la Marta encarna una noia de vint-i-quatre anys que psicològicament és dèbil i inestable, però a mesura que avança l'obra evolucionen els seus sentiments. Aquesta inestabilitat es demostra en el fet que en alguns moments de l'obra la Marta és amable i dòcil, però en d'altres, pot arribar a ser agressiva, tot i ser dèbil físicament. Al principi del primer acte, la Marta és una persona innocent i reservada que s'ha de casar amb un home, en Manelic, per imposició. Ella, encara que no l'estimi, no sap fer res per evitar-ho i acaba casant-s'hi. Des del començament de l'obra fins que s'enamora d'en Manelic, serà una persona amb una autoestima molt baixa i fràgil, sense gens de respecte per si mateixa ni per la seva vida pròpia. En el moment en què s'enamora d'en Manelic viu un moment de creixement personal i autoestima que no havia viscut abans.

### Manelic

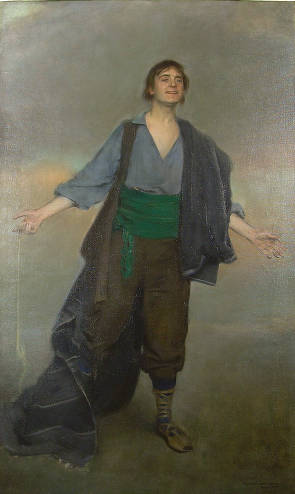
Enric Borràs en Manelic, de Ramon Casas, del fons d'art del Centre de Documentació i Museu de les Arts Escèniques

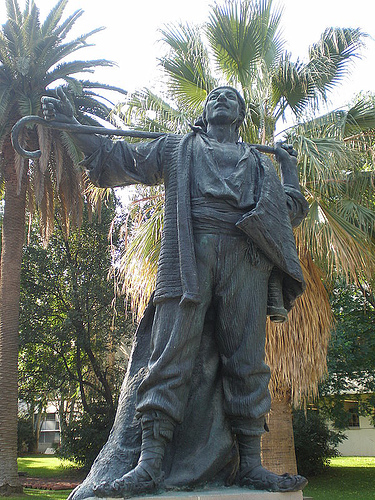
Escultura del personatge de Manelic a la muntanya de Montjuïc

En Manelic és el personatge principal de l'obra. És un pastor originari de la terra alta que vivia a les muntanyes amb les seves ovelles. És la figura que conjumina amb la puresa de la terra alta, i es caracteritza per la seva innocència i ignorància. En Manelic es trasllada a la terra baixa enganyat per en Sebastià, que li ofereix la mà de la Marta amb la finalitat de no aixecar sospites de la relació il·lícita que manté amb ella. A la Terra baixa tothom es riu d'en Manelic, sense que en sàpiga la raó. Allí, a la Terra baixa, és corromput per la hipocresia i el pecat d'aquesta terra. En aquesta terra perd la seva innocència i, embogit per tot el que ha viscut, acaba matant en Sebastià, i diu feliç i rabiós: «He mort el llop». A partir d'aquí, veu que l'única opció per sobreviure és escapar amb la seva dona a la terra alta, on podran viure lluny del pecat del món urbà, i així, poder fugir de la tortura que representa la Terra baixa.
| «                      | He mort el llop, he mort el llop. | » |
| — Manelic, Terra Baixa |                                   |   |

El personatge es caracteritza per tenir alguns trets i instints animals, que es fan patents quan mata en Sebastià. Cal tenir en compte que Manelic ha crescut i viscut quasi únicament en presència d'animals: les ovelles, els gossos, els llops… Un exemple d'aquests instints animals es veu en la lluita amb en Sebastià pel fet de ser un enemic que vol robar-li la parella. Finalment, surt victoriós de la baralla, de la mateixa manera que temps enrere havia sortit vencedor de la lluita amb el llop que atacava el seu ramat.

### Sebastià
En Sebastià té aproximadament quaranta anys i és el gran terratinent de la Terra baixa. Es caracteritza per ser una persona burleta, superba i sense escrúpols. Ell és l'amo de tot, fins i tot de les persones que hi viuen, com és el cas de la Marta, amb la qual manté una relació amorosa en secret des que ella tenia quinze anys. Programa el casament de la Marta i en Manelic per no aixecar sospites de la seva relació secreta.

### Tomàs

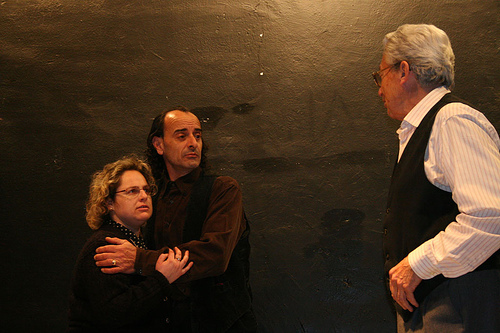
Perquè aquí jo sóc l'amo com abans. De tu, i de tot, i d'ella! D'ella.

El Tomàs és un ermità savi que va casar la Marta i en Manelic sense conèixer l'engany d'aquest matrimoni. Per aquesta raó, quan s'assabenta que aquest matrimoni és una argúcia d'en Sebastià, se sent culpable, ja que s'estima en Manelic com si fos el seu fill.

### Mossèn
El Mossèn és el majordom o súbdit d'en Sebastià. Segons en Tomàs, és anomenat mossèn perquè havia estudiat per ser-ho, encara que en realitat no ho és. El seu caràcter no està gaire marcat per culpa de les poques intervencions durant l'obra, però és conegut per la seva fidelitat a l'amo. La majoria de postes en escena el representen com un personatge sinistre.

### Perruca
El rol del Perruca al llarg de l'obra és complementari del que juga la família Perdigons. El Perruca és l'amo d'un mas i està a les ordres del Sebastià. El Perruca és l'encarregat d'avisar la Guàrdia civil i denunciar en Manelic per ordre d'en Sebastià. Ell, igual que la resta dels pagesos, no té un cor dolent, però durant quasi tota l'obra ells només fan cas de l'amo Sebastià i critiquen tot el que fa la Marta, fent-li mal.

### Xeixa
En Xeixa és un pagès que feineja per en Sebastià i sap tot el que passa al molí. Aquest personatge només apareix a la primera part de l'obra fins que l'amo Sebastià l'acomiada per haver-li plantat cara d'una manera directa i negar-se a anar al casament d'en Manelic i la Marta; en conseqüència, marxa de la Terra baixa, fet que el fa sentir alliberat d'un pes moral molt important. En Xeixa està enamorat de la Marta però es veu incapaç de fer el paper de redemptor que fa en Manelic, perquè no és capaç de sentir aquell amor «que ho perdona tot». Coneix quines són les causes veritables del casament entre en Manelic i la Marta, és conscient de la maldat que s'amaga darrere d'aquell acte, però no té el valor suficient per aturar-lo. El que fa per netejar una mica la seva consciència és, per una banda, parlar amb en Tomàs i li explica que ha estat objecte d'un parany; per l'altra banda, comença a parlar al Manelic, amb segones, del llop. Aquest personatge fa néixer la intriga de l'espectador sobre els misteris que envolten la Terra Baixa, dels quals ningú no vol parlar.

### La Família Perdigons

#### Nuri
La Nuri és una pageseta que té uns catorze anys (de vegades se la representa com a més petita i és tractada com un objecte) i és la més petita de la família dels Perdigons (Pepa, Antònia, Josep, Nando i Nuri). És molt amiga de la Marta, possiblement perquè tenen un caràcter similar. A l'inici, és molt innocent a causa de la seva curta edat, però a mesura que avança l'obra, va prenent consciència del que passa realment a la Terra baixa; i acaba fins i tot ajudant en Manelic i la Marta a escapar-se de les mans d'en Sebastià. Segons el mateix Guimerà, la Nuri és una noia càndida i juganera que pel seu caràcter és objecte de burles.

#### L'Antònia, la Pepa, en Josep i en Nando
Aquests membres de la família Perdigons, juntament amb la Nuri, són un grup de pagesos que intervenen activament en l'acció dramàtica de l'obra. Tots quatre es caracteritzen per exercir de pagesos xafarders de l'obra, i que fins i tot arriben a ser cruels amb els seus comentaris i amb les seves burles malintencionades, tant cap en Manelic com envers la Marta. Són pagesos que estan sota les ordres de l'amo, i fins i tot l'ajuden a expulsar el pastor de casa. Tot i això, quan l'amo no hi és, se'n penedeixen, però no gosen mai enfrontar-s'hi. Al final de l'obra s'adonen que són com «gossos de presa» sota les ordres de l'amo.

## Traduccions
Aquestes són algunes traduccions de l'obra a altres llengües:
| Any de publicació (1a edició) | Nom de l'obra traduïda | Traductor/a                          | País de publicació              | Llengua   |
| ----------------------------- | ---------------------- | ------------------------------------ | ------------------------------- | --------- |
| 1896                          | Tierra baja            | José Echegaray                       | Espanya                         | Castellà  |
| 1903                          | Tiefland               | Rudolf Lothar                        | Alemanya                        | Alemany   |
| 1907                          | V níižně               | Antonín Pikhart                      | Imperi Austrohongarès (Txèquia) | Txec      |
| 1909                          | Tierra Baja            | Rafael Nogueras Oller                | Espanya                         | Castellà  |
| 1909                          | Terra bassa            | Rudolf Lothar                        | Alemanya                        | Italià    |
| 1910                          | в долине (V Doline)    | Issac Pawlossky i A. E. Nikiforaki   | Rússia                          | Rus       |
| 1914                          | Marta Of The Lowlands  | José Echegaray i Wallace Gillpatrick | Estats Units                    | Anglès    |
| 1939                          | Maneliche              | José Echegaray i João Soler          | Desconegut                      | Portuguès |
| 1943                          | Tierra Baja            | Francisco Madrid                     | Argentina                       | Castellà  |
| 1968                          | Nížina                 | Zdeněk Hampl                         | Txecoslovàquia                  | Txec      |
| 1975                          | Malsupra tero          | Ricard S. Güell                      | Catalunya                       | Esperanto |
| 2002                          | Hegyek alján           | Jánosházy György                     | Hongria                         | Hongarès  |

## Representacions (selecció)
- 1897, Teatre Romea — Actors: Enric Borràs, Concepció Llorente, Piera.[11]
- 1981, Teatre Poliorama — Versió: Josep María Benet i Jornet. Direcció: Josep M. Segarra i Josep Montanyés. Actors: Enric Majó, Carmen Elías (després Carme Sansa), Joan Miralles, Lluís Torner, Maribel Altés, Francesc Lucehetti, Laia Montanyés, Josep Modern, Fanny Bulló, Àngel Solà i Kim Llobet.[27][28]
- 1990, Teatre Lliure — Direcció: Fabià Puigserver. Actors: Lluís Homar, Emma Vilarasau, Joan Miralles, Rafael Anglada, Mercè Arànega, Andreu Benito, Lola Lizaran, Joan Matamalas, Víctor Pi, Santi Ricart, Enric Serra, Carlota Benet i Núria Llunell.[29]

## Adaptacions de l'obra
Les pel·lícules que han estat creades a partir de l'obra de Guimerà són:
- 1907: Tierra baja. Espanya. Sota la direcció de Fructuós Gelabert.[30]
- 1913: Tierra baja. Argentina. Sota la direcció de Mario Gallo.[31][32]
- 1914: Marta of the lowlands. Estats Units. Sota la direcció de J. Searle Dawley.[33]
- 1922: Tiefland. Alemanya. Sota la direcció d'Adolf Edgard Licho.[34]
- 1940/1944: Tiefland. Alemanya. Sota la direcció de Leni Riefenstahl i estrenada l'11 de febrer de 1954.[35] Tobis.
- 1950: Tierra baja. Mèxic. Sota la direcció de Miguel Zacarías.
- 1982: Terra baixa. Catalunya. Sota la direcció de Mercè Vilaret.[36]
- 2011: Terra baixa (pel·lícula per a televisió). Catalunya. Sota la direcció d'Isidro Ortiz.[37][38]

Tres òperes es basen en l'obra Terra baixa:
- La catalane, amb música de Ferdinand Le Borne i llibret de Louis Tiercelin i Paul Ferrier.
- Tiefland, amb música d'Eugen d'Albert i llibret de Rudolf Lothar, estrenada a Praga el 15 de novembre de 1903.[39]
- Terra baixa, amb música de Salvador Pueyo i llibret de Guillem-Jordi Graells, escrita als anys noranta del segle xx, encara no estrenada.

El ballet Terra baixa amb música d'Albert Guinovart, estrenat el 1999.
Adaptació teatral
- 2023: Terra baixa (Reconstrucció d'un crim), amb versió de Pablo Ley. Trasllada el clàssic de Guimerà al segle xx, a la Barcelona de l'anarquisme, i hi introdueix dos personatges nous: una periodista i un comissari de policia, en Vinagret. Aquest serà l’encarregat d’investigar un crim, en Manelic que ha matat en Sebastià per alliberar la Marta. Direcció de Carme Portaceli al TNC. Amb Pepo Blasco, Laura Conejero, Mohamed El Bouhali, Borja Espinosa, Eduard Farelo, Mercè Mariné, Roser Pujol, Manel Sans, Kathy Sey i Anna Ycobalzeta.[41][42][43][44][45]

Dues cançons amb lletra de Rossend Llurba es basen en l'obra Terra baixa:
- La muller d'en Manelic. Música de Càndida Pérez.[46][47]
- Nuri. Lletra en col·laboració amb Salvador Perarnau. Música de Vicenç Bou.
- La sardana d'en Manelic. Lletra de S. Perarnau i música de Joan Viladomat. Enregistrada per Frederic Caballé el 1926.

Una exposició, amb el títol lluny de la Terra Baixa! Guimerà i el mite de la muntanya en l'imaginari català al Gran Teatre del Liceu, el 2008.
Una paròdia de l'obra amb el títol de «Riera baixa», original de Joaquim Montero, estrenada al teatre Romea de Barcelona, el 17 de maig de 1897.